# Europa Universalis
Europa Universalis (EU) — компьютерная игра (жанр — глобальная стратегия) одноимённой серии, разработанная шведской студией Paradox Entertainment в 2000. Породила множество родственных игр (Europa Universalis II, Hearts of Iron, Victoria, Crusader Kings). Отличается стратегической глубиной и исторической достоверностью. В России все игры серии локализованы студией Snowball.ru под названием «Европа».
Изначально игра была основана на одноимённой настольной стратегии, автором которой был Филипп Тибо.
Также выпущено несколько похожих игр, разработанных другими компаниями: Pax Romana (2004), The Great Invasions (2005).
В январе 2007 вышло продолжение игры — Europa Universalis III. Графика стала трёхмерной, игровой процесс — менее историчным и более свободным.

## Игровой процесс
Действие игры происходит в реальном времени, однако скорости реакции от игрока не требуется, так как в любой момент игры можно поставить паузу. Игра происходит на схематично изображённой карте мира, разбитой на более чем 1500 морских и наземных провинций. Время действия игры — с 1492 по 1792 (вторая часть — с 1419 по 1819). Играющий может взять под управление любую страну из существовавших в этот исторический период (всего около 200 государств). Под его контролем находятся экономика страны, формирование армий и флотов и управление ими, дипломатия, внедрение новых технологий, внутренняя политика государства, изменение государственной религии и колонизация новых земель. Особенно широки дипломатические возможности — любая страна может вступать в союзы с другими странами и выходить из них, объявлять войны и заключать мир, заключать династический брак между правящими династиями, делать другие страны своими вассалами (которые будут передавать сюзерену половину дохода, а впоследствии могут быть мирным путём присоединены к нему), подписывать торговые соглашения и предоставлять другой стране гарантии независимости.
Особенностью игры является привязка к реальной истории; существуют предопределённые заранее для каждой страны исторические правители, каждый из которых обладает определёнными способностями, влияющими на игру, существовавшие в действительности полководцы (такие, как Суворов или Наполеон I Бонапарт), первопроходцы, исследователи и мореплаватели (такие, как Колумб, Ермак и Фернан Магеллан), а также исторические События (events), которые как правило происходят в той же стране и в то же время, что и в реальной истории (например, в 1517 происходит событие, дающее возможность перейти в протестантизм). Тем не менее, существование исторических личностей и событий иногда критикуется, так как, например, играющий за Россию ещё на старте игры (в 1419) знает, что в определённый момент в стране наступит Смутное время, а ещё позже к власти придёт Пётр I, и заранее планирует свои действия так, чтобы извлечь из этого наибольшую выгоду. Во время работы над Europa Universalis III разработчики пошли другим путём, убрав исторических монархов и полководцев (заменив их случайными) и сделали систему событий менее предопределённой.
Игрок сам может выбрать цель перед началом игры. По умолчанию этой целью является набор наибольшего количества очков к дате окончания игры в 1819. Очки выдаются за различные достижения в игре. Кроме того, их можно получать, выполняя специальные задания (например, присоединить какую-либо провинцию до наступления определённой даты). Впрочем, в действительности далеко не все игроки стремятся к достижению наибольшего количества очков и не все доводят игру до конца, часто целью игры в Europa Universalis является сам процесс игры. Некоторые игроки стремятся достичь Мирового господства, то есть захватить все провинции на политической карте. Иногда играющий пытается «отыгрывать» определённую державу, то есть стремится к достижению целей, стоявших перед ней в реальной истории.

## Модификации
Игра обладает широкими возможностями для модификации. Большинство информации в ней хранится в текстовых файлах, что позволяет изменять её любому желающему. Поэтому довольно скоро поклонники игры создали большое число сценариев и модификаций, некоторые из которых кардинально меняют игру. Особенно следует отметить возможность создания событий, для которого используется нечто вроде примитивного скриптового языка программирования. Чтобы добавить уже написанное событие в игру, достаточно скопировать его текст и вставить в файл, в котором находится информация о событиях.

## Оценки
| Сводный рейтинг | Сводный рейтинг |
| Агрегатор       | Оценка          |
| --------------- | --------------- |
| GameRankings    | 79,44 %         |